# (11081) Persäve
(11081) Persäve (1993 FA13) – planetoida z pasa głównego asteroid okrążająca Słońce w ciągu 4,87 lat w średniej odległości 2,87 j.a. Została odkryta 21 marca 1993 roku w ramach programu badawczego UESAC. Per Arvid Säve (1811-1887) był nauczycielem w Visby, badaczem folkloru i założycielem Gotlands Museum.